# Coke in stock
Coke in Stock (Coke en stock) è la diciannovesima avventura della serie fumetti Le avventure di Tintin realizzata nel 1958 dal fumettista belga Hergé.

## Trama
Una sera Tintin e il Capitano Haddock escono dal cinema e incontrano casualmente il generale Alcazar. Mentre questi dà a Tintin un biglietto, perde il portafogli che poi viene raccolto dallo stesso Tintin. I due tornano a Moulinsart e trovano Abdallah: il pestifero figlio dell'Emiro Ben Kalish Ezab che, nella lontana Arabia è stato ribaltato da un rivale ed è stato costretto a fuggire affidando il figlio al Capitano.
Tramite il portafogli scoprono che il generale si trova in Europa per acquistare aerei da guerra e, mentre si recano nell'albergo dove alloggia (fornito da Dupont e Dupond) scoprono che sta trattando con l'agente Dawson: ex capo della polizia della concessione internazionale di Shangai. Tintin decide di pedinare l'agente e scopre che è a capo di un traffico di aerei. Una volta rientrato, decide insieme al Capitano di partire per il Kemed a liberare l'Emiro. Dawson, però si è accorto che Tintin si è introdotto nel deposito di aerei e decide di prendere provvedimenti. Infatti, una volta arrivati nel Kemed vengono respinti alla dogana e fatti ripartire. In volo, però l'aereo si guasta ed è costretto ad atterrare su una spiaggia sperduta. Poco dopo l'apparecchio esplode e si accorgono che c'era un ordigno nel vano bagagli (già fiutato dal cane Milù). Una volta al riparo, decidono di tornare a piedi a Wadesdah clandestinamente. Dopo essere sfuggiti miracolosamente a delle pattuglie locali, si fanno ospitare dal signor Oliveira che li aiuta poi a raggiungere l'Emiro.
Mentre attraversano il deserto a cavallo, degli aerei del dottor Müller hanno il compito di annientarli ma sbagliano bersaglio colpendo i loro mezzi da guerra. Una volta giunti dall'Emiro, all’interno del tempio di Petra, questi li mette al corrente di un traffico di schiavi presente sulla linea aerea che collega La Mecca capeggiato dal malvagio marchese Cammembert. Quindi Tintin e il Capitano partono per la mecca ma il loro battello viene mitragliato da aerei di Cammembert: Tintin e il Capitano si salvano e ospitano su una zattera il pilota di un aereo da loro abbattuto, Zut. Dopo molte ore, scorgono una nave che riescono ad attirare e farsi ospitare dal l'equipaggio ma, purtroppo, non è altro che lo yacht del marchese Cammembert. Tintin, grazie a Bianca Castafiore (ospite sul vascello) lo scopre e si insospettisce.
Cammembert li fa trasferire su un mercantile comandato dal sinistro Capitano Allan che decide di abbandonarli sulla nave incendiata. Tuttavia, Tintin e il Capitano riescono a domare l'incendio e a riavviare i motori. Trovano Zut svenuto nella cabina radio e una folla di uomini di colore nella stiva: vengono liberati e il Capitano promette loro di accompagnarli alla Mecca. Il giorno dopo vengono fermati da un piccolo sambuco e il comandante, un arabo, chiede loro dove sia il coke: il capitano si accorge che è un mercante di schiavi e lo caccia dalla nave. Successivamente vengono presi di mira da un sottomarino comandato da sicari di Cammembert: Zut riesce ad evitare i siluri mentre Tintin lancia SOS via radio. Vengono salvati dall'incrociatore Los Angeles che ha ricevuto il loro appello.
Successivamente, saliti a bordo dell'incrociatore, accostano lo yacht di Cammembert (che in realtà è Rastapopoulos) e lo invitano ad arrendersi. Quindi egli sale su un motoscafo che non è altro che un sottomarino taroccato e così riesce a scappare.
Tornati a Moulinsart, Tintin e il Capitano scoprono che Abdallah è tornato a casa e il Capitano si irrita per uno scherzo del ragazzo: per concludere riceve una visita a sorpresa dall'insopportabile Serafino Lampion che ha organizzato una gara di rally nel parco di Moulinsart.